# 银宝湖乡
银宝湖乡，是中华人民共和国江西省上饶市鄱阳县下辖的一个乡镇级行政单位。

## 行政区划
银宝湖乡下辖以下地区：
银宝村、大山村、鸣山村、民主村、青林村、西分村和和平村。